# Мови Данії

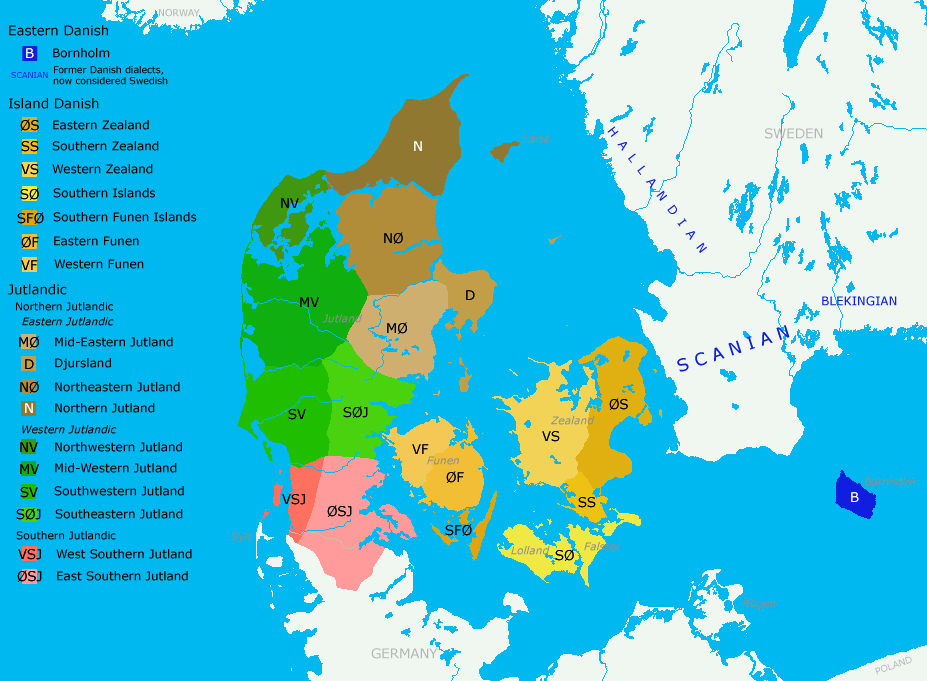
Мапа діалектів данської мови

У Королівстві Данія єдиною офіційною мовою є данська — національна мова данців, проте існує кілька мов, якими розмовляють меншини: німецька, фарерська і ґренландська.
Велика частина данців також вільно володіє англійською, проте уявлення, що вона є другою мовою (тобто використовується в повсякденному житті), є помилкою.

## Офіційні мови меншин

### Німецька мова

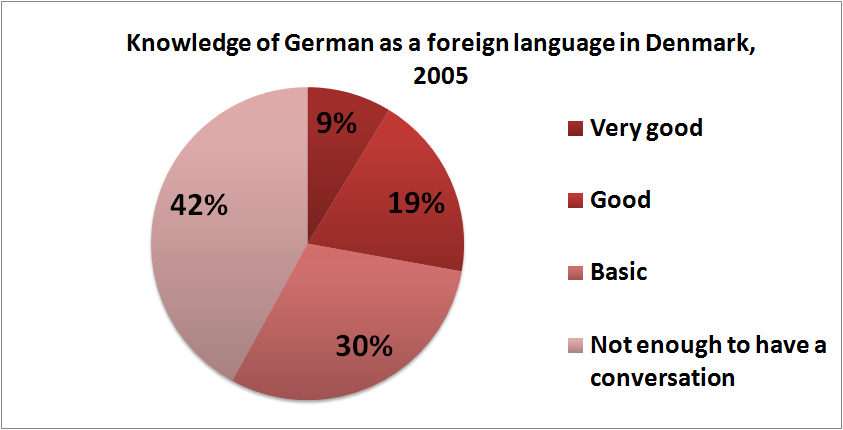
За даними Євробарометра, 58 % респондентів в Данії вказали, що знають німецьку на достатньому рівні, щоб підтримати розмов, 15 % з їх числа повідомили, що знають німецьку дуже добре, 33 % — добре і 52 % — на базовому рівні

Німецька мова є офіційною мовою меншин на території Південної Ютландії (в регіоні Південна Данія), яка була частиною Німецької імперії і перейшла до Данії за умовами Версальського мирного договору. У Південній Ютландії живе близько 15 — 20 тисяч етнічних німців, з яких близько 8 тисяч повсякденно говорить німецькою або шлезвігською, діалекті нижнесаксонскої мови. Шлезвігський діалект серйозно відрізняється від стандартної німецької мови. За межами Південної Ютландії німецьку мову використовують в церкві Св. Петра в Копенгагені, на сайті цієї церкви і школи при церкві.

### Ґренландська мова
Ґренландська мова є основною розмовною мовою 54 тисяч інуїтів, які проживають в Ґренландії, що є автономною територією. Близько 7 тисяч осіб говорить ґренландською мовою в континентальній Данії.

### Фарерська мова

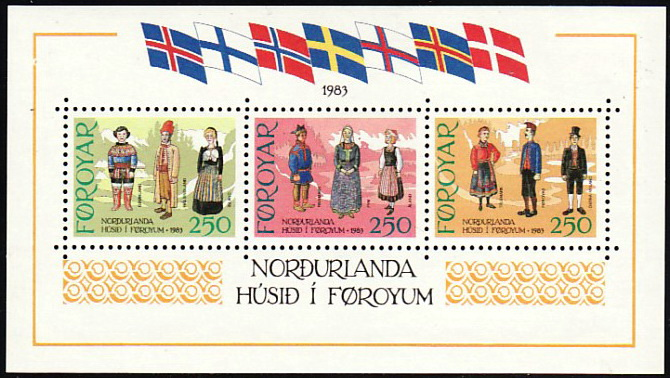
Фарерська поштова марка

Фарерська, як і данська — одна зі скандинавських мов. Фарерська мова є основною мовою Фарерських островів, самоврядної території королівства. Фарерською також говорять фарерські іммігранти в континентальній частині Данії.